# Route 22X (Alberta)
La Route 22X est une route se trouvant au sud de Calgary en Alberta. Elle parcourt 54 kilomètres (34 mi) depuis la route 22 vers l'est. Elle fait partie de la boucle autour de Calgary et prend fin à la jonction avec la route 24 et la route 901.

## Description du tracé

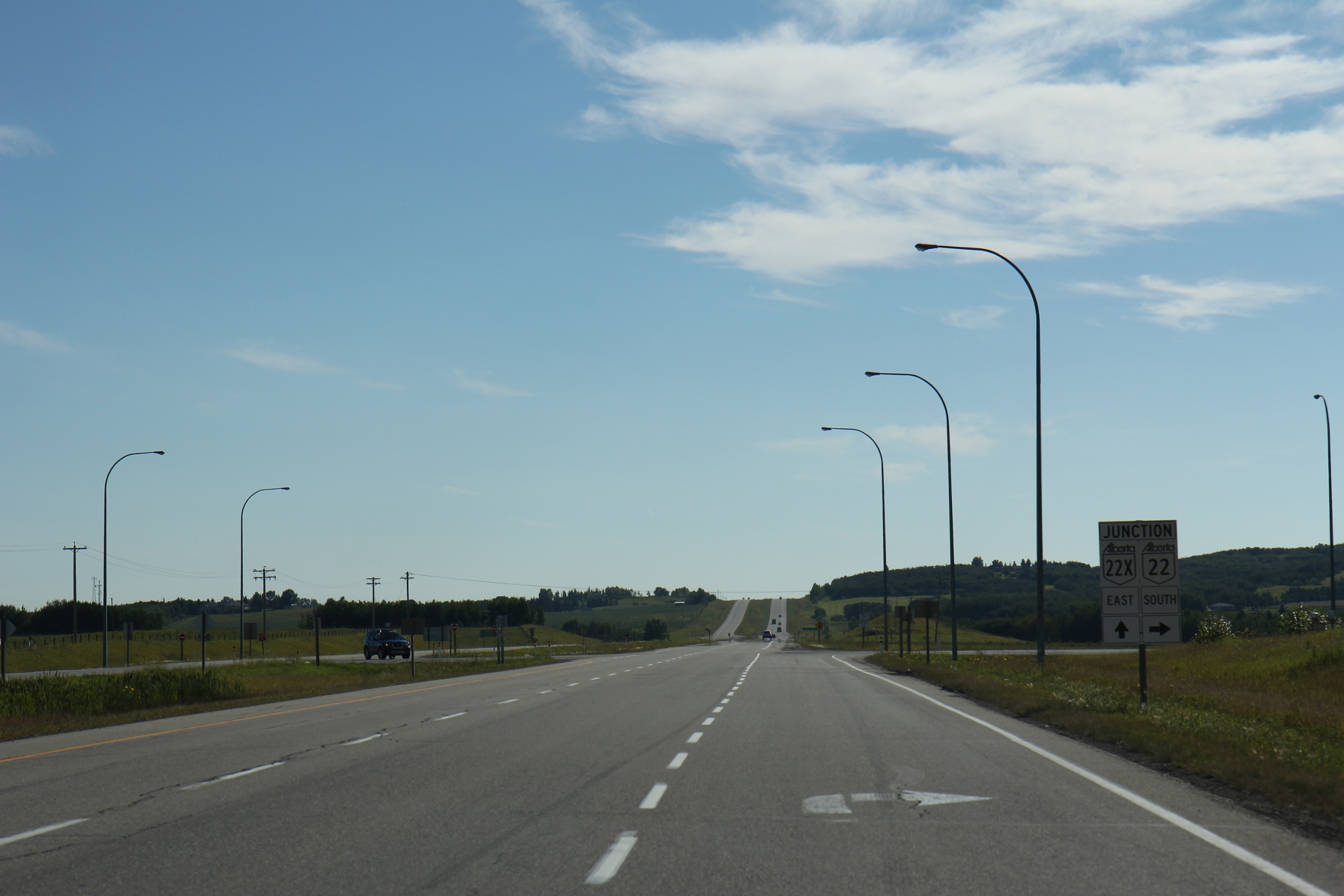
Terminus ouest de l'AB-22X depuis l'AB-22

La route 22X débute à l'intersection avec la route 22 près de Priddis et se dirige vers l'est en direction de Calgary. Elle rencontre la route 201 (Stoney Trail) au sud-ouest de Calgary et devient concurrente avec celle-ci. Elle forme alors le segment sud de la route ceinturant la ville. Elle croise les routes 2A et 2 avant de quitter le tracé de la route 201 et de poursuivre vers l'est au sud-est de Calgary. Elle prend alors fin à la jonction avec la route 24 et son trajet se poursuit comme route 901 vers Gleichen.

## Intersections majeures
| Municipalité rurale / spécialisée                               | Ville                          | km    | Sortie                        | Destinations                                                                | Notes                                                                                              |
| --------------------------------------------------------------- | ------------------------------ | ----- | ----------------------------- | --------------------------------------------------------------------------- | -------------------------------------------------------------------------------------------------- |
| Comté de Foothills                                              | Priddis                        | 0,00  |                               | AB-22 (Cowboy Trail) – Turner Valley, Black Diamond, Bragg Creek, Cochrane  | L'AB-22X devient l'AB-22 nord                                                                      |
| Ville de Calgary                                                | Ville de Calgary               | 12,30 |                               | AB-201 (Stoney Trail) – Turner Valley, Black Diamond, Bragg Creek, Cochrane | Terminus ouest du multiplex avec l'AB-201; sortie 9 de l'AB-201                                    |
| Ville de Calgary                                                | Ville de Calgary               | 13,30 | 8                             | Spruce Meadows Way / James McKevitt Road                                    | |
| Ville de Calgary                                                | Ville de Calgary               | 14,80 | 7                             | Sheriff King Street / 6 Street SW                                           | Sortie direction est, entrée direction ouest                                                       |
| Ville de Calgary                                                | Ville de Calgary               | 16,10 | 5                             | AB-2A (Macleod Trail) – Centre-ville, Lethbridge                            | |
| Ville de Calgary                                                | Ville de Calgary               | 18,10 | 3                             | Chaparral Boulevard / Sun Valley Boulevard                                  | |
| Ville de Calgary                                                | Ville de Calgary               | 19,10 | Traverse la rivière Bow       | Traverse la rivière Bow                                                     | Traverse la rivière Bow                                                                            |
| Ville de Calgary                                                | Ville de Calgary               | 20,50 | 1                             | McKenzie Lake Boulevard / Cranston Boulevard                                | |
| Ville de Calgary                                                | Ville de Calgary               | 22,70 | 101                           | AB-2 (Deerfoot Trail) – Centre-ville, Lethbridge                            | Sortie 234 de l'AB-2                                                                               |
| Ville de Calgary                                                | Ville de Calgary               | 24,70 | 99                            | 52 Street SE                                                                | |
| Ville de Calgary                                                | Ville de Calgary               | 27,50 | 96                            | AB-201 nord (Stoney Trail)                                                  | Terminus est du multiplex avec l'AB-201; sortie 96 de l'AB-201                                     |
| Ville de Calgary                                                | Ville de Calgary               | 27,50 | 96                            | 88 Street SE                                                                | Pas d'accès vers 88 Street SE depuis AB-22X ouest; pas d'accès depuis 88 Street SE vers AB-22X est |
| Comté de Rocky View                                             | Indus                          | 37,40 |                               | AB-791 nord – Chestermere                                                   | |
| Comté de Wheatland                                              |                                | 54,10 |                               | AB-24 (Cowboy Trail) – Cheadle, Carseland, Vulcan                           | |
| Comté de Wheatland                                              | AB-901 est – Siksika, Gleichen | 54,10 | L'AB-22X devient l'AB-901 est |                                                                             | |
| - Terminus de multiplex - Accès incomplet - Transition de route |                                |       |                               |                                                                             | |